# Phellopsylla trigutta
Phellopsylla trigutta är en insektsart som först beskrevs av Walker 1858.  Phellopsylla trigutta ingår i släktet Phellopsylla och familjen rundbladloppor. Inga underarter finns listade i Catalogue of Life.